# Hydrobius tumidus
Hydrobius tumidus är en skalbaggsart som beskrevs av Leconte 1855. Hydrobius tumidus ingår i släktet Hydrobius och familjen palpbaggar. Inga underarter finns listade i Catalogue of Life.